# Fonction d'Exner
La fonction d'Exner est un paramètre important de la prévision numérique du temps. La fonction d'Exner peut être considérée comme une pression sans dimension et peut être définie comme:
{\displaystyle \Pi =\left({\frac {p}{p_{0}}}\right)^{R_{d}/c_{p}}={\frac {T}{\theta }}}
où {\displaystyle p_{0}} est une pression de surface de référence standard, généralement prise à 1000 hPa; {\displaystyle R_{d}}  est la constante universelle des gaz parfaits pour l'air sec ; {\displaystyle c_{p}} est la capacité thermique de l'air sec à pression constante ; {\displaystyle T} est la température absolue ; et {\displaystyle \theta } est la température potentielle.